# کوین فستینگر
کوین فستینگر (انگلیسی: Kevin Feiersinger؛ زادهٔ ۲ فوریهٔ ۱۹۹۲) بازیکن فوتبال اهل آلمان است.
وی همچنین در تیم ملی فوتبال جوانان آلمان بازی کرده‌است.